# Barrosoa
Barrosoa là một chi thực vật có hoa trong họ Cúc (Asteraceae).

## Loài
Chi Barrosoa gồm các loài: